# Ataliva Roca
Ataliva Roca é um município da província de La Pampa, na Argentina.

## Geografia
Ataliva Roca encontra-se a 45 km da capital da província. É cruzada pela Ruta Nacional 35 (RN35).
Sua economia se baseia principalmente na agricultura e na pecuária.